# Kotoku-in
Kōtoku-in (高徳院) je budistični tempelj sekte Džōdo-šū v mestu Kamakura v prefekturi Kanagava na Japonskem. Ime njegove gore je Taiizan (大異山), običajno ime templja pa je Šōdžōsen-dži (清浄泉寺).
Tempelj je znan po Velikem Budi iz Kamakure, monumentalnem bronastem kipu Amitābhe na prostem, ki je ena najbolj znanih japonskih ikon. Je tudi določen nacionalni zaklad in eno od dvaindvajsetih zgodovinskih območij, vključenih v predlog Kamakure za vključitev na Unescov seznam svetovne dediščine.

## Veliki Buda (Kamakura Daibucu)
Veliki Buda iz Kamakure (鎌倉大仏, Kamakura Daibucu) je velik bronasti kip Amitābhe, ki stoji na območju templja. Vključno z osnovo meri 13,35 metra v višino in tehta približno 93 ton.  Glede na tempeljske zapise je kip iz okoli leta 1252, v obdobju Kamakura, po katerem je dobil ime.
Kip je votel, obiskovalci pa si lahko ogledajo notranjost. Mnogi obiskovalci so pustili grafite na notranji strani kipa. Nekoč je bilo na dnu kipa dvaintrideset bronastih lotosovih cvetnih listov, vendar so ostali samo štirje in niso več na svojem mestu. Obvestilo na vhodu v posest se glasi: »Tujec, kdorkoli že si in kakršna koli je tvoja vera, ko vstopiš v to svetišče, se spomni, da stopaš po zemlji, posvečeni s čaščenjem stoletja. To je Budov tempelj in vrata večna, zato je treba vanjo vstopiti s spoštovanjem.«

### Zgodovina
Pred trenutnim bronastim kipom je stal ogromen leseni Buda, ki je bil dokončan leta 1243 po desetih letih neprekinjenega dela, sredstva pa sta zbrala gospa Inada no Cubone in budistični duhovnik Džkō iz Tōtōmija. Leseni kip je leta 1248 poškodovala nevihta in dvorana, v kateri je bil, je bila uničena, zato je Džōkō predlagal izdelavo novega bronastega kipa in za projekt je bilo zbranih ogromno denarja, potrebnega za to in novo dvorano. Bronasto podobo sta verjetno ulila Ōno Gorōemon ali Tandži Hisatomo, oba vodilna livarja tistega časa. Nekoč je bil kip pozlačen. V bližini ušes kipa so še vedno sledovi zlatih lističev.
Dvorana je bila uničena v neurju leta 1334, bila je obnovljena, poškodovana v še enem neurju leta 1369 in je bila ponovno zgrajena. Zadnjo stavbo, v kateri je bil kip, je odnesel cunami, ki je bil posledica potresa v Nankaiju 20. septembra 1498, v obdobju Muromačija. Od takrat Veliki Buda stoji na prostem.
Veliki potres v Kantoju leta 1923 je uničil podstavek, na katerem stoji kip, vendar je bil podstavek popravljen leta 1925. Popravila kipa so bila izvedena v letih 1960–61, ko so utrdili vrat in sprejeli ukrepe za zaščito pred potresi. V začetku leta 2016 so bila na kipu opravljena nadaljnja raziskovanja, restavratorska in konzervatorska dela.

### Mere
- Teža: 121 ton[12]
- Višina: 13,35 metra
- Dolžina obraza: 2,35 metra
- Dolžina očesa: 1,0 meter
- Dolžina ustja: 0,82 metra
- Dolžina ušesa: 1,90 metra
- Dolžina od kolena do kolena: 9,10 metra
- Obseg palca: 0,85 metra

### V umetnosti in poeziji
Kip je v več verzih, ki so uvod v začetna poglavja romana Kim Rudyarda Kiplinga (1901), imenovan Buda v Kamakuri. Verzi so bili vzeti iz istoimenske pesmi, ki jo je avtor napisal po obisku Kamakure leta 1892. Pesem se v celoti pojavi v Kiplingovi pesniški zbirki Pet narodov iz leta 1903.